# Coris batuensis
Coris batuensis · Coris de Batu
Espèce
Statut de conservation UICN

 LC  : Préoccupation mineure
Coris batuensis, communément nommé Coris de Batu, est une espèce de poisson marin de la famille des  Labridae.
Le Coris de Batu est présent dans les eaux tropicales de la région Indo-Ouest Pacifique.
Sa taille maximale est de 17 cm, il fréquente les eaux claires et peu profondes des lagons ainsi que les pentes externes des récifs et ce pour une profondeur moyenne de 15 m.

## Synonymes taxonomiques
- Coris coronata De Vis, 1885
- Coris pallida Macleay, 1881
- Coris papuensis Macleay, 1883
- Coris schroederi (Bleeker, 1858)
- Hemicoris batuensis (Bleeker, 1856)
- Julis batuensis Bleeker, 1856
- Julis schroederii Bleeker, 1858
- Platyglossus punctatus De Vis, 1885